# Syzeuctus takaozanus
Syzeuctus takaozanus är en stekelart som beskrevs av Tohru Uchida 1928. Syzeuctus takaozanus ingår i släktet Syzeuctus och familjen brokparasitsteklar. Inga underarter finns listade i Catalogue of Life.